# Mónica Zuloaga
Mónica Zuloaga Elias Con una trayectoria de más de 15 años en la música y escena artística, se ha colocado a lo largo de su carrera como una de las cantantes de mayor reconocimiento en Guadalajara, Méx.
Destacando particularmente en el género del jazz. A lo largo de su trayectoria ha adquirido la experiencia de haber participado y explorado diversos géneros musicales comenzando por sus raíces en el género vocal a´capella, rock-pop, blues hasta llegar a desenvolverse en su totalidad en el género del jazz. Ha colaborado con grandes músicos de escena local, nacional e internacional y entre sus producciones y colaboraciones se encuentra una gran variedad de géneros donde se aprecia su versatilidad e inigualable toque personal.

## Historia
Cantante Mexicana nacida el 15 de enero de 1983 en Guadalajara, Jalisco. Comienza a explorar el mundo de las artes a muy corta edad, creciendo en un contexto poco común, ya que la mayoría de su niñez la vivió con costumbres americanas. Descendiente de los fundadores de Arizona generaciones atrás, Mónica sintió una necesidad de expresarse a través de la música, comenzó a escribir letras y a su vez desarrollo la habilidad de pintar y poco a poco se fue trazando un lugar en el mundo del jazz, atravesando por diversos géneros hasta encontrar su verdadera pasión por un género poco convencional para una adolescente.

## Trayectoria y preparación artística
Canto
1993 – 1996 Academia de Teatro Musical del Guadalajara:
Desenvolvimiento en las áreas de Canto (Belén Rodríguez), Teatro (José Vázquez Escalona y Víctor Aceves) y Danza (Bárbara Luna).
Participando en diversas obras de teatro musical y presentándose en diversos foros como el Teatro Jaime Torres Bodet y Teatro Degollado entre otros.
1993 – 1996 Coro Clásico Guadalajara:
Dirigido por la maestra Belén Rodríguez adquiere sus primeras bases en técnica vocal especializándose en el género vocal a´capella y presentadose en diversos foros del estado de Jalisco y ganando concursos de coros a nivel estatal.
1996 – 2004 Ensamble Vocal In Excelsis
Integrante y fundadora del ensamble en 1996 desempeñando su participación en la línea de contralto. En 1998 se grabó su primera producción titulada “Navidad A´Capella” con el cual se presentaron en varios foros reconocidos del estado de Jalisco y ganando concursos de coros a nivel estatal. Obtuvieron en dos años consecutivos el 1.er lugar en el Concurso de Coros Eclesiásticos a nivel estatal. Participaron destacadamente en eventos con H. Ayuntamiento de Guadalajara y Secretaría de Cultura del Estado de Jalisco.
Dentro del Ensamble Vocal In Excelsis recibió por 8 años técnica vocal, solfeo y teoría musical con los maestros: Juan Ángel Moreno, Francisco García y John Brown
2006 a la fecha presente – Capella Arte Vocal
Integrante y fundadora.
2007-  Proyecto Novó
Vocalista y fundadora. Proyecto en el que se desarrolló como cantautora en el género balada-rock. Con esta agrupación grabó un EP con 5 temas de su autoría en noviembre de 2005.
2007 (Verano) – Telefunka
Cantante invitada de la agrupación de rock electro-acústico en su gira de promoción a nivel nacional de la producción “Cassete”
octubre 2007- diciembre 2008 – The Mongo Beng Jazz Band
Vocalista y fundadora. The Mongo Beng Jazz Band quinteto que representa su primer proyecto en el género del jazz enfocado a la interpretación de jazz estándares.
2007 - Curso de Improvisación Vocal con Iraida Noriega y Leika Mochan. Fundación TÓNICA Ciclo Internacional de Jazz
2008 – Curso de Improvisación Vocal con Iraida Noriega y Anne Peckham (Berklee College of Music). Fundación TÓNICA Ciclo Internacional de Jazz.
octubre 2008 – Festival de la Luna Tapalpa
Participación en “Una de Rancheras” como “La Gran Diva” bajo la dirección
de Dolores Tapia.
2008 – 2009 – Emme Jazz- Jazz, Funk y Bossa
2010 - Universidad Libre de Música
Maestra y coautora del Diplomado en Técnicas Contemporáneas de Canto para la Universidad Libre de Música junto a Viviana Báez.
2011 – Ella´s Pocket Jazz Band
En colaboración junto con Marc Fabbricatore (piano), Saúl Cobían (batería) y Vico Díaz (contrabajo).

## Proyectos actuales
Móni Zuloaga Gang Band
Surge de la necesidad de transportar sonidos de los grandes éxitos de las big band en sus años de apogeo y que fueron dados a conocer por grandes intérpretes del momento en épocas doradas del swing, jazz, beep boop, entre otros, fusionando así también los temas estándares con arreglos elaborados y perfectamente pensados en su ejecución.
Zuloaga / Zavala Project
Junto a Willy Zavala, uno de los músicos más reconocidos en la escena del jazz nacionalmente, trabaja en conjunto actualmente en la producción de un LP que lleva temas de la música popular mexicana y del arrabal a la síncopa del jazz. Incluyen temas de Marco Antonio Solís, Paquita la del Barrio, Juan Gabriel, Joan Sebastián, La Sonora Dinamita entre otros. En dicha producción están ya confirmadas las participaciones de reconocidos músicos como Iraida Noriega y Agustín Bernal. Actualmente se presentan y promueven su proyecto en reconocidos foros locales de Guadalajara.
Mónica Zuloaga Jazz Quartet & Trío
Proyecto de jazz clásico inicialmente enfocado en la interpretación de jazz estándares. Actualmente se trabaja en la composición de temas propios. Conformado por músicos de reconocimiento con amplia trayectoria musical como Willy Zavala (piano), Alex Medeles (batería), Klaus Mayer (saxofón) y Juan Manuel Ayala (bajo). Se presentan con frecuencia en foros locales de Guadalajara.
Klaus Mayer Big Band
Se integra como vocalista de planta de la KM Big Band en el junio del 2011. Proyecto encabezado por Klaus Mayer y conformado por varios talentosos músicos tapatíos que se dan la tarea de rescatar los grandes éxitos de los treintas que fueron dados a conocer por grandes intérpretes. Han presentado conciertos en los principales foros locales y a nivel nacional participando ya en varios festivales de música y jazz.
Capella Arte Vocal
Inspirado en las raíces más profundas y antiguas de la música, donde la voz es el instrumento principal. El interés de sus cuatro integrantes por especializarse en la perfecta interpretación a´capella, los lleva a conjuntar sus voces. Su principal objetivo es el desarrollar y difundir una propuesta de excelencia en el género vocal, interpretando desde la música antigua, hasta los estilos contemporáneos.
Conformado por: Viviana Báez (soprano), Mónica Zuloaga (mezzo-soprano), Armando Zuloaga (Tenor) y Mario Zuloaga (barítono).

## Colaboraciones
Mónica Zuloaga & Smoke Rings Quartet
Se le invita a colabrar con Smoke Rings en el 2011 con la idea de rescatar los sonidos del jazz gitano (jazz manouche) y el clásico swing de los años treinta. El cuarteto es encabezado por el guitarrista Erik Kasten y conformado por Ulises López en el chelo, Jonathan Villalobos en la guitarra y Tom Martínez en el sax tenor.
Mónica Zuloaga & KingSmith Blues
Encabezado por Omar Ramírez (hammond), Kingsmith es un proyecto que rescata clásicos del blues y soul en cual se impregna la voz de Mónica Zuloaga en temas dados a conocer por grandes intérpretes como Etta James y BB King.
Conformado por Omar Ramírez (hammond), Erik Kasten (guitarra), Trino González (batería), Juan Carlos Vilches (contrabajo) y Mónica Zuloaga (voz).

## Otras disciplinas
Danza
- 1989- 1994 – Real Academia de Ballet de Londres en Guadalajara con la maestra Dulce María.

- 1993 – 1996 – Tap Dance con maestra Patricia Zú.

- 1999 – 2000 – Opus Arte y Talento – Ballet (técnica rusa), Jazz y Ritmos Afro-caribeños con Hansel Nadchar.

- 2000 – 2002 – Opus Arte y Talento - Ballet, jazz y ritmos latinos con maestra Marisol Arreola.

- 2002 – 2003 – ITESO - Diplomado en Danza Africana con maestra Rachel Weis.

## Docencia
Actualmente maestra de las materias de Canto e Improvisación en Carrera Técnica y Licenciatura de la Universidad Libre de Música.

## Varios
- 2007 – 2008 Booking / A&R Suave Records / Omnilife

- 2007 – 2008 Locución del programa de radio “Suave” para Radio Omnilife

## Producciones discográficas
- 1999 - Navidad A´Capella – LP Ensamble Vocal In Excelsis

- 2006 – NOVÓ – EP promocional

- 2005 - NOEL – LP Capella Arte Vocal.

- 2008 – One Night Standard – LP The Mongo Beng Jazz Band

- 2011 – De Amor Heridos – LP en producción- Capella Arte Vocal

- 2012 – Solitude – LP Mónica Zuloaga

- 2013 – Zuloaga/Zavala Project - LP en producción junto a Willy Zavala

## Colaboraciones discográficas
•2002 – Coros y contra-cantos - LP Viviana Báez
•2003 – Coros – “La primera Gota de Lluvia” – Mauricio López y Daniel Pimentel
•2010 – Coros – Canciones para ir en Bicicleta – Álvaro Abitia